# Джойстик
Это статья о джойстике — конкретном типе игровых устройств. О других устройствах см. Игровой контроллер.
Джо́йстик (англ. joystick, дословно «палочка радости») — устройство ввода информации в персональный компьютер, которое представляет собой качающуюся в двух плоскостях вертикальную ручку.
Джойстик позволяет управлять виртуальным объектом в двух- или трёхмерном пространстве. Помимо координатных осей «X» и «Y», некоторые джойстики способны предоставлять координаты оси «Z», посредством вращения ручки джойстика вокруг её оси, либо с помощью дополнительного управляющего элемента на основании джойстика. Программное обеспечение, получив информацию о координатах «X-Y-Z», позволяет пользователю управлять неким виртуальным объектом, отображаемым на мониторе. На ручке джойстика и на его основании обычно располагаются кнопки, переключатели, слайдеры, крестовина и другие управляющие элементы различного назначения.
Широкое применение джойстик получил в компьютерных играх, мобильных телефонах. В русском языке словом «джойстик» также иногда называют другое устройство ввода в консольных видеоиграх — геймпад.

## Типы джойстиков
По количеству степеней свободы и, соответственно, плоскостей, в которых возможно изменение положения контролируемого объекта, джойстики подразделяются на:
- одномерные (управление перемещением объекта либо вверх-вниз, либо влево-вправо)
- двухмерные (управление объектом на плоскости)
- трёхмерные (управление объектом в трёхмерном пространстве)

## Устройство джойстиков
По принципу анализа положения ручки джойстики можно разделить на следующие виды:
- дискретные — сенсоры таких джойстиков могут принимать два значения: «0» или «1», включён/выключен. Перемещение ручки в крайние положения выдает один информационный код, соответствующего направления. Удержание ручки в крайнем положении повторяет код бесконечно.
- аналоговые — сенсоры таких джойстиков выдают информационные коды со значением от нуля до максимума в зависимости от угла отклонения ручки: чем больше рукоять отклонена, тем больше цифровое значение кода. Диапазон цифрового значения кода ограничен ходом ручки джойстика и разрешением применённых сенсоров. После калибровки подобные джойстики можно применять для указания абсолютной позиции курсора.
Существует несколько технологий аналоговых джойстиков.
  - Потенциометр и аналогово-цифровой преобразователь. Преимущества: нет особых требований к механике. Недостатки: требователен к качеству питания и АЦП, сам датчик недолговечен. Интересно, что в интерфейсе типа игровой порт использовался аналогово-цифровой преобразователь персонального компьютера, а не джойстика.
  - Энкодер — оптический датчик, часто применяемый в манипуляторах типа «мышь» (зубчатое колесо, при вращении, прерывающее луч от светодиода к фотодиоду). Преимущества: точность, надежность. Недостатки: малое количество шагов дискретности (примерно 500 шагов на оборот руля, или 150 на движение джойстика от края до края, или 100 на ход педали), для повышения дискретности необходимо применение высокоточного энкодера или редуктора (мультипликатора).
  - Тензометрические датчики. Применяются в ноутбуках, в некоторых самолётах. В игровых устройствах распространены слабо: тензодатчики практичны, только когда джойстик надёжно прикручен к столу. Известно применение тензодатчиков в комплекте HOTAS X-65 CCS от компании Saitek.
  - Оптическая матрица. Такие джойстики действуют аналогично оптической мыши и совмещают высокую точность с высокой надёжностью. Главный недостаток — невозможен большой ход.
  - Магнитные датчики — магниторезистивные и на эффекте Холла. Очень надёжны и долговечны, распространение получили после начала массового применения схем компенсации огрехов сборки и производства.

Долгое время джойстики не имели стандартизированного разъёма подключения, несколько поколений игровых приставок подключали джойстик через специализированный разъём, специфичный для каждой фирмы-производителя, что приводило к несовместимости как между приставками, так и с ПК. На ПК уже в 80-е годы выработался интерфейс «игровой порт», дававший предельно простую конструкцию джойстика. В настоящее время большинство джойстиков имеют стандартный интерфейс USB и совместимы с игровыми приставками и с персональным компьютером.

## Устройство качающегося узла
Аналоговые датчики бывают одноосными и двухосными. Если датчик одноосный, ручка крепится на карданном подвесе: например, каретка качается влево-вправо, а ручка на ней — вверх-вниз. Качание ручки относительно каретки и каретки относительно основания фиксируется датчиками.
Двухосные датчики (обычно магнитные и оптические) состоят из закреплённого на ручке магнита (лазера) и неподвижной следящей микросхемы. Помимо карданного подвеса, может применяться шаровой шарнир.
У дискретных джойстиков шарнирно закреплённая ручка в четырёх крайних положениях замыкает контакты. Шарнир может быть любым: карданным, шаровым и даже — в наиболее дешёвых моделях — комбинацией выступов и вырезов.

## Дополнительные органы управления
- Тумблер автоматического огня — позволяет фиксировать кнопку стрельбы (как правило, находящаяся под указательным пальцем) в нажатом состоянии. Применяется в основном в скролл-леталках.
- Мини-джойстик (hat switch, в просторечии «хатка», «шляпа») — позволяет компактно разместить 4—8 редко используемых кнопок; также удобен для управления меню или переключения видов (вперёд, назад, вбок).
- Ползунок, колесо или отдельный рычаг газа — управляет работой двигателей.
- Педали или поворотная ручка — для управления рулём направления. Педали удобнее; ручка, поворачивающаяся вокруг своей оси — дешёвый заменитель педалей. В некоторых дорогих джойстиках (часть моделей Saitek) игрок, докупив педали, может зафиксировать поворотную ручку.
- Дополнительные колёса/ползунки, встречающиеся в дорогих джойстиках и предназначенные для управления различными дополнительными параметрами авиасимуляторов (например, шаг винта)

## Трёхмерные джойстики
Данные устройства позволяют осуществлять управление перемещением контролируемого объекта в трёх плоскостях. Наибольшее применение нашли в системах автоматизированного проектирования и трёхмерного моделирования, однако сейчас проникают и в игровую сферу. Имеется много разнообразных прототипов, но коммерческие продукты выпускают лишь несколько фирм, в частности: 

Force Dimension http://www.forcedimension.com/ 

Novint Technologies https://web.archive.org/web/20150418060755/http://home.novint.com/ 

к их числу можно отнести и манипуляторы фирмы 3Dconnexion http://www.3dconnexion.com/

## HOTAS
HOTAS (аббревиатура от англ. Hands on Throttle and Stick) — комплект игровых манипуляторов, состоящий из:
- игрового манипулятора типа педаль (опционален)
- джойстика в качестве ручки управления самолётом
- специального манипулятора в качестве рычага управления двигателем самолёта.

Предназначен для игр типа симулятор, в частности, в авиасимуляторах позволяет полностью имитировать средства управления настоящего летательного объекта. На рынке присутствуют комплекты HOTAS, полностью повторяющие рычаги реальных самолётов, например, Thrustmaster Cougar, Thrustmaster Warthog.

## Происхождение
Слово joystick применительно к качающейся ручке управления встречается уже у первых авиаторов: так, Роберт Лорен (1910) пишет:
Чтобы он случайно не поднялся в воздух, центральный рычаг — по-другому «колпак» или «джойстик» — подвинут вперёд и привязан.
Откуда это слово произошло — остаётся загадкой. Одна из версий: ручка получила имя George stick, по имени одного из изобретателей Артура Джорджа, впоследствии пилоты переименовали её в joystick. По другой версии, ручку назвали Joyce stick, в честь американца Джеймса Генри Джойса. По третьей — просто от радости полёта (примерно в то же время появилось слово joyride). Различные субкультуры называли «джойстиком» «косяк» с марихуаной и пенис. Но первое упоминание «джойстика» в значении «пенис» датируется 1916 годом — так что, вероятно, истоки у слова чисто авиационные.
В 2001 году близ Чарльстона (Южная Каролина) подняли подлодку конфедератов, в которой для управления рулями использовалась качающаяся ручка. Это считается первым применением качающегося узла; достоверно неизвестно, как эта ручка называлась. В некоторых радиоприёмниках Philips 30х годов применялась система управления Monoknob, представляющая собой джойстик, связанный с управляемыми узлами системой боуден-тросов и жёстких тяг. Первый электрический джойстик приписывается нацистам — в 1943 году на вооружение поставлена ракета Henschel Hs 293, управлявшаяся джойстиком («кнюппель», knüppel). Массовое применение джойстиков началось в 1960-е годы — в радиоуправляемых авиамоделях и электрических инвалидных колясках.